# تشاونسي سيمبسون
تشاونسي سيمبسون (بالإنجليزية: Chauncey Simpson)‏ هو منافس ألعاب قوى أمريكي، ولد في 21 ديسمبر 1901، وتوفي في 20 أبريل 1970 بسبب نوبة قلبية.